# Erionita
L'erionita és una sèrie de tres minerals: erionita-Ca, erionita-K i erionita-Na, tots tres aluminosilicats de la classe dels tectosilicats i, dins d'aquests, pertanyents al "grup de les zeolites". Va ser descoberta i descrita per primera vegada l'erionita-Na en mines d'òpal de foc a Oregon (EUA), més tard es van trobar mostres en què el calci i potassi eren el catió dominant. El nom d'aquests minerals prové de la paraula grega εριον (erion) que significa "llana", a causa del seu hàbit fibrós-sedós.

## Espècies minerals
El terme erionita es correspon amb tres minerals, que no són varietats del mateix mineral doncs són acceptats per l'Associació Mineralògica Internacional com tres espècies diferents:
- Erionita-Ca amb calci: Ca₅[Si26Si10O72]·30H₂O
- Erionita-K amb potassi: K10[Si26Si10O72]·30H₂O
- Erionita-Na amb sodi: Na10[Si26Si10O72]·30H₂O

Entre aquests tres extrems es formarien sèries de solució sòlida, donant una família de minerals per substitucions parcials dels tres ions metàl·lics.
És molt difícil de distingir d'una altra zeolita, l'offretita, amb igual sistema cristal·lí hexagonal i fórmula química semblant però amb magnesi.

## Formació i jaciments
És un mineral que pot trobar-se en roques basalts. També pot aparèixer en riolites alterades i en roques sedimentàries lacustres formades per alteració de cendres vítries que van caure en llacs.
Sol trobar-se associat a altres minerals o roques tals com: altres zeolites, òpal, quars, celadonita, montmoril·lonita, dolomita o calcita.

## Carcinogen
S'ha comprovat que, a causa de la seva estructura fibrosa, la inhalació de la pols d'aquests minerals és carcinogènic en humans, fet comprovat per l'Agència Internacional de Recerca del Càncer en constatar una alta incidència de càncer en la població de regions de Turquia exposades a la pols d'erionita.